# 橡木城
橡木城，是日本現役純種競賽馬匹。目前主要勝場有2024年櫻花賞。

## 出賽前
2021年2月12日出生於北海道安平町北部牧場，所有權歸於牧場負責人吉田勝己旗下。
其後交由美浦訓練中心練馬師國枝榮訓練。

## 競賽生涯

### 2歲
2023年7月23日出戰札幌競馬場2歲新馬戰，選擇於中後方位置留守下於直路轟出優秀的末腳，最終以1 1/2馬位取得首勝。
其後出戰一捷馬戰番紅花賞，再次選擇後上戰術下於直路狂奔，未能終點線前追上前方的Spring Nova，以鼻位差距憾負。
11月19日繼續以一捷馬戰赤松賞為目標，本次稍為前移之下成功進佔有利位置，並於最後彎道開始發力。進入直路後，其於所在位置展開衝刺，於最後關頭超越Teleos Sarah取得領先，最終以3/4馬位取勝。
12月10日出戰一級賽阪神兩歲牝馬錦標，賽前獲得第五人氣。比賽開始後，其選擇於中後方位置等待時機，於通過彎道時候仍然處於後方。進入直路後，其抽出外檔逐步加速，跑出全場最快末腳速度之下僅未能超越百塔意城取得第二。

### 3歲
2024年首戰以櫻花賞為目標，賽前落後百塔意城取得第二人氣。比賽開始後，其於中團穩步前進，並一直處於有遮擋的位置。進入直路後，其於中檔位置開始加速，成功突破馬群之下開始超越，最終亦能成功抵擋後方來襲的百塔意城及光華後勁取得首個一級賽冠軍。
其後出戰雌馬三冠次關優駿牝馬（日本橡樹大賽），由於上仗的騎師莫雷拉本週於巴西有策騎聘約，改由戶崎圭太策騎。比賽開始後，其於所在的七檔位置逐步移入內欄進佔中團的位置，面對前方湘南夢妮及柔和微風採取快放戰術下未有太大動作，於進入第四彎道時候仍然處於馬群中央。進入直路後，其嚮應騎師戶崎的指揮於中檔位置展開加速並一度透出，可惜受到右後腳蹄鐵脱落的影響下於最後關頭被外側以凌厲姿態衝刺的雪嶺熱點超越，最終以1/2馬位差距得第二。
秋季直接出戰秋華賞，比賽初段於起步的第14檔外檔逐步內移動，進佔中團外疊的位置，面對東赤兔的快放下仍然可以維持沉穩的姿態。進入直路後，其仍然處於馬群之中並於中段位置閃入內欄開始加速，但受到阻滯之下未能迫近前方透出的雪嶺熱點，亦被外檔衝出的驍智嬌娃超越，最終以第三完賽。
其後遠征香港出戰香港瓶，賽前取得第一人氣。比賽開始後，其於大外檔起步後切入馬群中央並逐步放慢速度，保持於後方的位置穩步推進。進入直路後，其於外檔的位置展開衝刺，雖然跑出不俗的速度逐步上前迫近其他賽駒，但未能收窄和率先透出的遠飛標槍及譽滿杜拜的距離，最終以第三完賽。

### 4歲
回國稍為休養後在4月上旬出戰大阪盃，比賽初段留守於中團靠後的位置展開推進，於通過第三彎道時候沿着外檔上前取位。進入直路後，其在外檔位置望空並嘗試展開衝刺，但對騎師莫雷拉的下鞭未有太大反應，最終無法衝出下以第十三大敗。
5月縮程前往維多利亞一哩賽，本次比賽於順利出閘下佔據內欄的位置推進，沿途一直保持在中團附近等待時機。進入直路後，其仍然保持在靠內的位置逐步展開加速，但衝勢未如理想下無法突圍移出，最終僅跑獲第八的戰績。
8月重返2000米途程的賽事出戰札幌紀念，比賽初段選擇保持在中團附近的位置，在中段一直維持於外疊。進入直路後，其嘗試在中檔附近展開加速突圍，但最終未能展現衝勢下以尾二第十五大敗。

### 詳細賽績
| 日期       | 舉行國家 | 馬場 | 距離   | 級別 | 賽事名稱         | 負重 | 騎師     | 馬號 | 出馬 | 名次 | 時間    | 頭馬（二馬）     |
| ---------- | -------- | ---- | ------ | ---- | ---------------- | ---- | -------- | ---- | ---- | ---- | ------- | ---------------- |
| 23/7/2023  | 日本     | 札幌 | 草1800 |      | 2歲新馬          | 55   | 横山武史 | 5    | 6    | 1    | 1:51.1  | （Fine Line）    |
| 1/10/2023  | 日本     | 中山 | 草1600 |      | 藏紅花賞         | 55   | 横山武史 | 5    | 7    | 2    | 1:35.8  | （Spring Nova）  |
| 19/11/2023 | 日本     | 東京 | 草1600 |      | 赤松賞           | 55   | 馬昆     | 6    | 9    | 1    | 1:33.8  | （Teleos Sarah） |
| 10/12/2023 | 日本     | 阪神 | 草1600 | GI   | 阪神兩歲牝馬錦標 | 55   | 李慕華   | 6    | 18   | 2    | 1:32.6  | 百塔意城         |
| 7/4/2024   | 日本     | 阪神 | 草1600 | GI   | 櫻花賞           | 55   | 莫雷拉   | 12   | 18   | 1    | 1:32.2  | （百塔意城）     |
| 19/5/2024  | 日本     | 東京 | 草2400 | GI   | 優駿牝馬         | 55   | 戶崎圭太 | 7    | 18   | 2    | 2:24.1  | 雪嶺熱點         |
| 13/10/2024 | 日本     | 京都 | 草2000 | GI   | 秋華賞           | 55   | 戶崎圭太 | 14   | 15   | 3    | 1:57.5  | 雪嶺熱點         |
| 9/12/2024  | 香港     | 沙田 | 草2400 | GI   | 香港瓶           | 53   | 莫雷拉   | 13   | 13   | 3    | 2:28.07 | 遠飛標槍         |
| 6/4/2025   | 日本     | 阪神 | 草2000 | GI   | 大阪盃           | 56   | 莫雷拉   | 12   | 15   | 13   | 1:57.3  | 寶徠歌劇         |
| 18/5/2025  | 日本     | 東京 | 草1600 | GI   | 維多利亞一哩賽   | 56   | 戶崎圭太 | 2    | 17   | 8    | 1:32.4  | 百塔意城         |
| 17/8/2025  | 日本     | 札幌 | 草2000 | GII  | 札幌紀念         | 56   | 池添謙一 | 8    | 16   | 15   | 2:03.4  | 技超卓           |

## 血統簡介
父系神威啟示爲日本賽駒，生涯戰績優秀，曾勝出一級賽菊花賞及日本盃，退役後亦有優秀的配種成績。祖父吉兆爲美國生產的日本賽駒，生涯戰績彪炳，曾於2002年及2003年連霸秋季天皇賞及有馬紀念。
母系Bloukrans為日本賽駒，生涯僅勝出條件戰級別的賽事。外祖父統治地位爲日本賽駒，生涯戰績優秀，曾遠征香港出戰女皇盃取得大捷。

### 血統表
| 父線：雷弼圖系（Hail to Reason系） |                            |                |               |
| 種馬 神威啟示 2010年（棗色）       | 吉兆 1999年（深棗色）      | Kris S.        | 雷弼圖        |
| 種馬 神威啟示 2010年（棗色）       | 吉兆 1999年（深棗色）      | Kris S.        | Sharp Queen   |
| 種馬 神威啟示 2010年（棗色）       | 吉兆 1999年（深棗色）      | Tee Kay        | Gold Meridian |
| 種馬 神威啟示 2010年（棗色）       | 吉兆 1999年（深棗色）      | Tee Kay        | Tri Argo      |
| 種馬 神威啟示 2010年（棗色）       | 西沙里奧 2002年（黑色）    | 特別週         | 週日寧靜      |
| 種馬 神威啟示 2010年（棗色）       | 西沙里奧 2002年（黑色）    | 特別週         | Campaign Girl |
| 種馬 神威啟示 2010年（棗色）       | 西沙里奧 2002年（黑色）    | Kirov Premiere | 鞍匠井        |
| 種馬 神威啟示 2010年（棗色）       | 西沙里奧 2002年（黑色）    | Kirov Premiere | Querida       |
| 繁殖雌馬 Bloukrans 2014年（棗色）  | 統治地位 2007年（棗色）    | 夏威夷王       | 金滿寶        |
| 繁殖雌馬 Bloukrans 2014年（棗色）  | 統治地位 2007年（棗色）    | 夏威夷王       | Manfath       |
| 繁殖雌馬 Bloukrans 2014年（棗色）  | 統治地位 2007年（棗色）    | 氣槽           | 東來兵        |
| 繁殖雌馬 Bloukrans 2014年（棗色）  | 統治地位 2007年（棗色）    | 氣槽           | Dyna Carle    |
| 繁殖雌馬 Bloukrans 2014年（棗色）  | Land's Edge 2006年（棗色） | 夜舞           | 週日寧靜      |
| 繁殖雌馬 Bloukrans 2014年（棗色）  | Land's Edge 2006年（棗色） | 夜舞           | Dacing Key    |
| 繁殖雌馬 Bloukrans 2014年（棗色）  | Land's Edge 2006年（棗色） | 風中秀髮       | Alzao         |
| 繁殖雌馬 Bloukrans 2014年（棗色）  | Land's Edge 2006年（棗色） | 風中秀髮       | Burghclere    |
| 雌系：Highclere系（號族：2-f）     |                            |                |               |
| 五代內近親交配：週日寧靜 4×4       |                            |                |               |

## 命名由來
名字Stellenbosch（ステレンボッシュ）就是南非西開普省城市斯泰倫博斯，香港則以此城市的別稱：「橡木城」作為翻譯。

## 外部連結
- 橡木城 netkeiba.com （页面存档备份，存于）
- 血統表 （页面存档备份，存于）